# Vvedenka
Vvedenka (ukrainien : Введенка ; russe : Введенка), littéralement « de la Présentation », est une commune urbaine de l'oblast de Kharkiv, en Ukraine. Elle compte 2 351 habitants en 2021.

## Géographie
La commune de Vvedenka est assise sur la rive nord de la rivière Oudy, affluente du Donets, dans le bassin hydrographique du fleuve Don. Elle se situe à 7 kilomètres à vol d'oiseau en amont de la commune urbaine d'Eskhar et de la confluence entre Oudy et Donets, et à 28 kilomètres au sud-est de la ville de Kharkiv.